# 好报 (印度尼西亞)
印度尼西亚《好报》（Hao Bao Daily）创刊于2010年5月11日，总部设在印尼第三大城市棉兰，由棉兰华人企业家邱怡平创办，由PT. Pahala Media出版。是棉兰市第四家华文日报，也是棉兰最大的印尼文《分析日报》（Analisa）和《商场日报》的姐妹报。